# バットフィッシュ (潜水艦)
バットフィッシュ (USS Batfish, SS/AGSS-310) は、アメリカ海軍の潜水艦。バラオ級潜水艦の一隻。艦名は東太平洋に分布するトビエイ科の一種バットレイに因んで命名された。当初はニベ科ナガニベ属（英名Weakfish）のフランス語総称に因みアクーパ (Acoupa) と命名予定であったが、1942年9月24日にバットフィッシュと改名された。

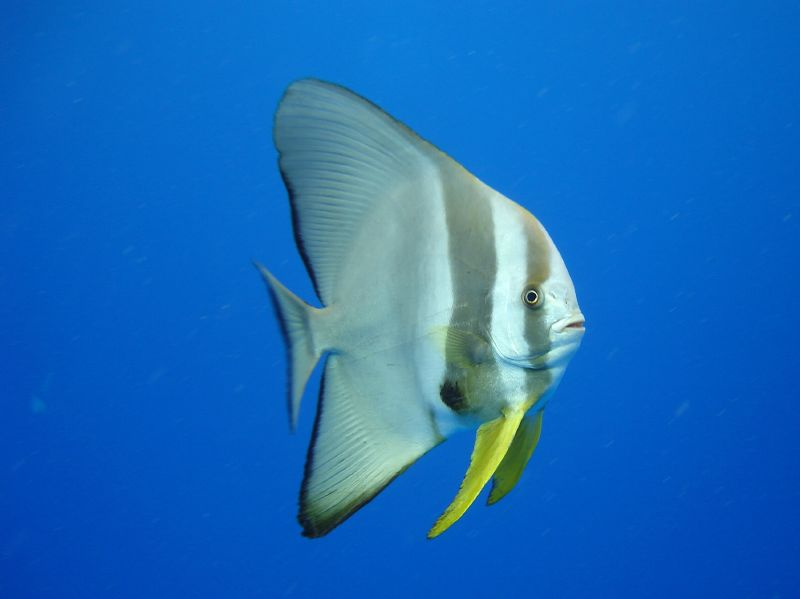
ツバメウオ（Longfin batfish）

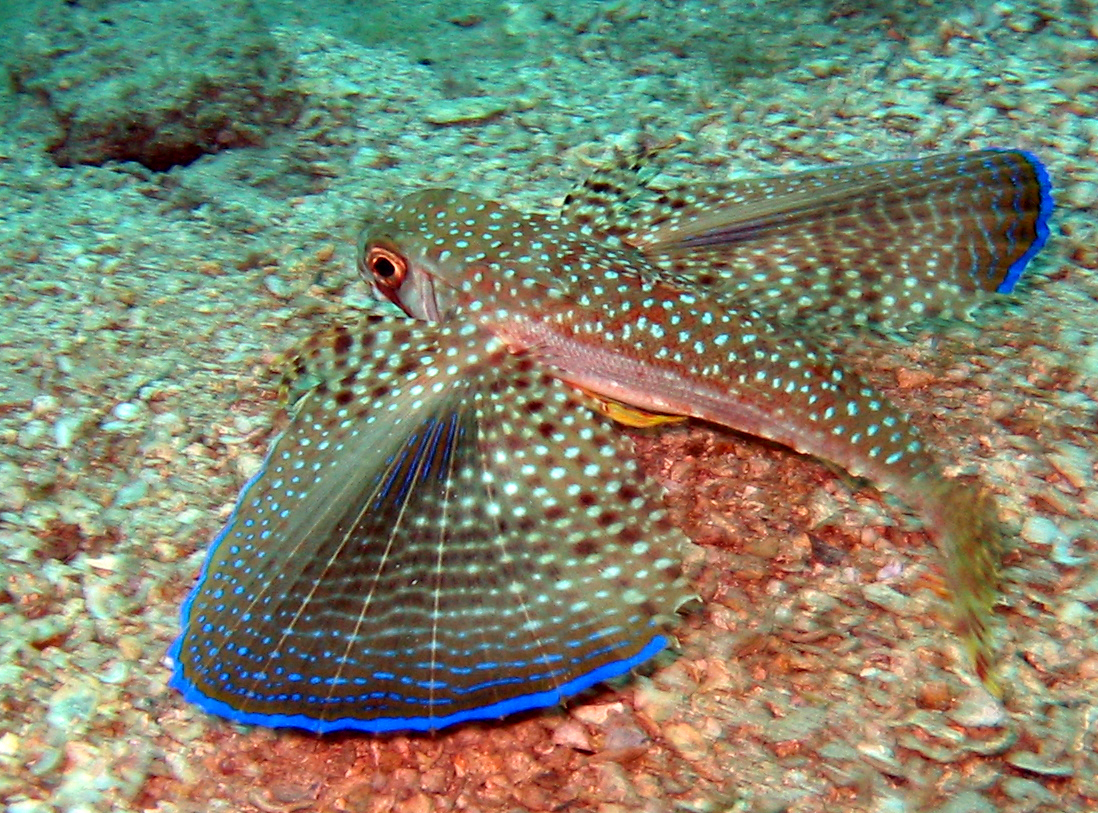
ニシセミホウボウ（通称Batfish）

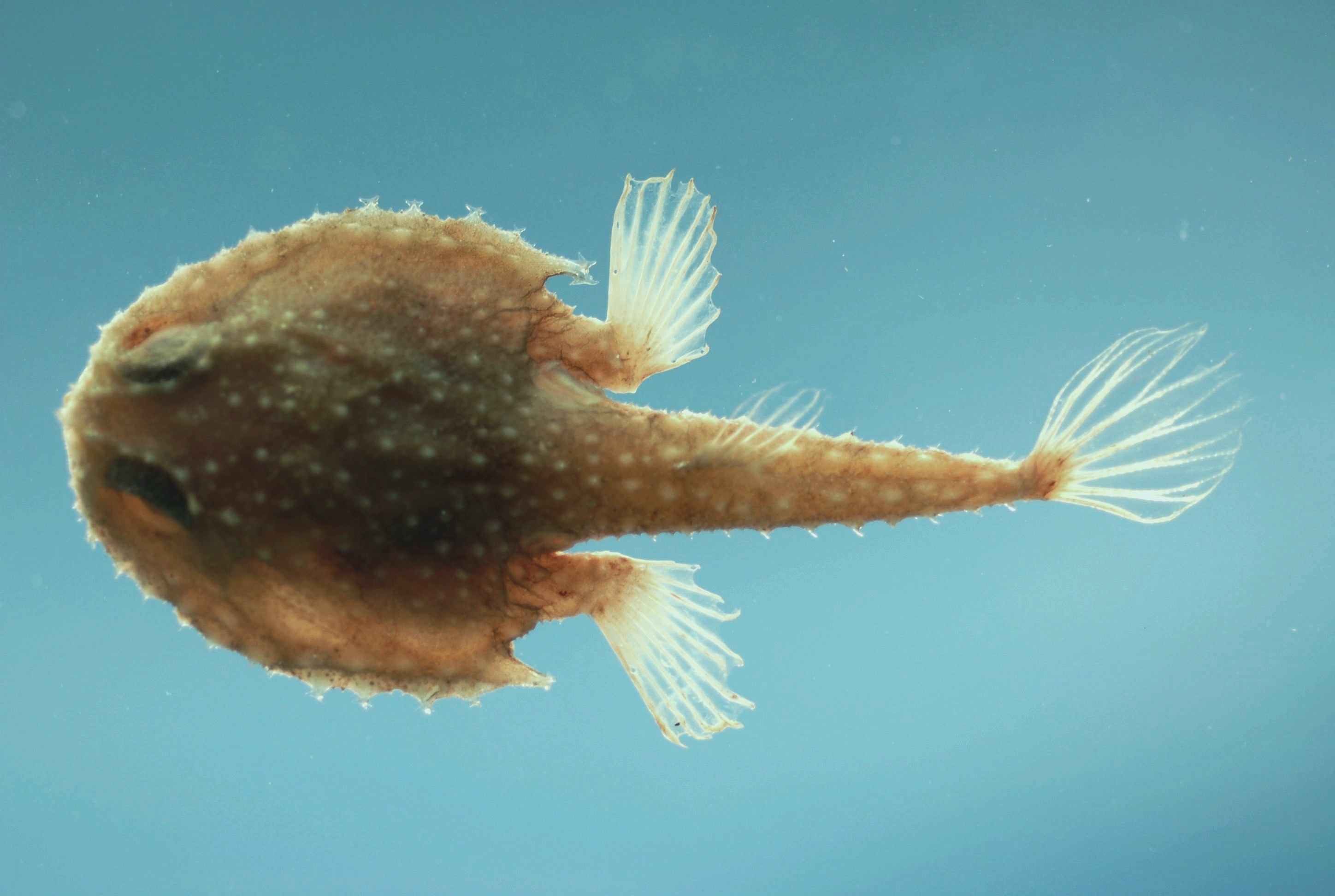
イガグツ（Atlantic batfish）

## 艦歴
バットフィッシュは1942年12月27日にメイン州キタリーのポーツマス海軍造船所で起工した。1943年5月5日にネリー・W・フォティア夫人によって命名、進水し、8月21日に艦長ウェイン・ルッカー・メリル少佐（アナポリス1934年組）の指揮下就役する。竣工後、バットフィッシュは真珠湾に回航されて哨戒準備に入った。

### 第1の哨戒 1943年12月 - 1944年1月
12月11日、バットフィッシュは最初の哨戒で日本近海に向かった。12月15日にミッドウェー島に寄港して給油した後、哨区に到着した。
1944年1月14日、バットフィッシュは北緯30度48分 東経135度17分 / 北緯30.800度 東経135.283度の伊豆諸島南方で暴風雨に悩まされながら充電していた。その時、レーダーにより3個の目標が近づいてくるのを確認した。これはトラック諸島から引き揚げてきた戦艦大和と護衛の駆逐艦藤波、朝雲であった。しかし、この暴風雨で「藤波」と「朝雲」はついていくのがやっとであった。バットフィッシュは大波をものともせず充電しつつ「大和」のいる方向に接近して行った。「大和」も距離18,000メートルのところにいるバットフィッシュの存在に気づいて、砲戦用意をしつつ欺瞞航路を取った。バットフィッシュの元には司令部から「戦艦『大和』が向かっている」との情報が改めてもたらされ、先回りして待ち伏せすることとした。ところが、ここに来てメリル艦長が「戦艦の主砲の射程圏内に入ったら潜航する」と弱気なことを言い出した。戦艦に乗艦経験のある部下のモルテーニからの説得や抗議も、弱気の虫になっていたメリルの耳には入らなかった。バットフィッシュは距離16,000メートルまで接近した後、「大和」への攻撃をあっさりとあきらめた。
1月20日には、室戸岬南方180海里の地点で海軍徴用船日高丸（日本郵船、5,468トン）を撃沈した。1月30日、バットフィッシュは50日間の行動を終えてミッドウェー島に帰投。大和攻撃の一件でメリル艦長に意見具申し却下されたモルテーニが、メリル艦長とともに勤務することを嫌って転属願いを出し、バットフィッシュを去っていった。

### 第2、第3の哨戒 1944年2月 - 7月
2月22日、バットフィッシュは2回目の哨戒で日本近海に向かった。しかし、この哨戒ではサンパンしか船を見ず、攻撃機会もなく戦果を挙げることはなかった。4月15日、バットフィッシュは53日間の行動を終えて真珠湾に帰投。整備を受け、5月10日に3回目の哨戒の準備のためにミッドウェー島に向けて出港。14日に到着した。翌15日、突然メリル艦長は艦長の任を解かれ、後任の艦長にはジョン・K・ファイフ（アナポリス1936年組）が就任した。乗組員のケイン・ムティニーが最初の哨戒でのメリル艦長の不甲斐なさを司令部に報告し、司令部スタッフのヒンソンがそれを受理したのであった。解任されたメリル艦長は、再び潜水艦部隊には戻ってこなかった。
5月26日、バットフィッシュは3回目の哨戒で日本近海に向かった。6月22日、バットフィッシュは北緯34度36分 東経137度56分 / 北緯34.600度 東経137.933度の地点で長良川丸（日下部汽船、886トン）を撃沈。7月1日にもマリアナ諸島方面の北緯31度26分 東経141度11分 / 北緯31.433度 東経141.183度で特設監視艇神威丸（三重県、138トン）と小型貨物船第五五十鈴川丸（大西盛、226トン）を撃沈した。7月7日、バットフィッシュは43日間の行動を終えてミッドウェー島に帰投した。

### 第4、第5の哨戒 1944年8月 - 12月

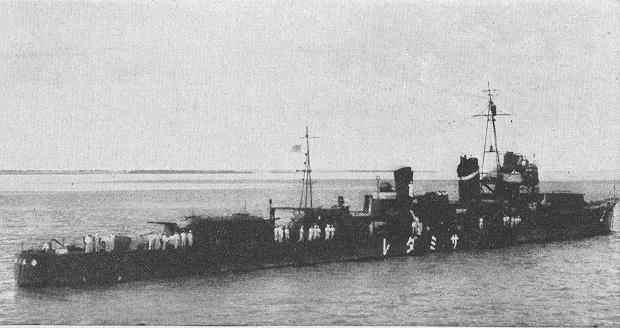
駆逐艦「五月雨」

8月1日、バットフィッシュは4回目の哨戒でパラオ方面に向かった。8月23日、バットフィッシュは北緯08度09分 東経134度38分 / 北緯8.150度 東経134.633度で第22号掃海艇と思われる艦艇に対して雷撃を行い、撃沈を報告した。3日後の8月26日、バットフィッシュは北緯08度30分 東経134度37分 / 北緯8.500度 東経134.617度のガルアルグル島南西端のベラスコ礁に座礁している駆逐艦五月雨を発見した。五月雨は、軽巡洋艦鬼怒、駆逐艦浦波とともにパラオに対する輸送作戦に従事中の8月17日に座礁したものであり、この時までに幾度か引き降ろしを試みて失敗していた。また、B-24も何度か来襲して「五月雨」を爆撃していた。夕方18時40分、バットフィッシュは「五月雨」に向けて魚雷を発射。1本が「五月雨」の右舷側中部に命中して「五月雨」の艦体を切断した。この後、バットフィッシュはフリーマントルに向かった。9月12日、バットフィッシュは41日間の行動を終えてフリーマントルに帰投した。
10月8日、バットフィッシュは5回目の哨戒で南シナ海に向かった。エクスマス湾を経てダーウィンに入港し潜望鏡を修理した後、10月17日に出港した。この哨戒でバットフィッシュは10月20日と11月12日の攻撃で2隻5,000トンの戦果を挙げたと報告したが、実際の戦果はゼロだった。また、11月6日から7日にかけては、重巡洋艦「熊野」「青葉」が加入したマタ31船団に接触した。12月1日、バットフィッシュは53日間の行動を終えて真珠湾に帰投した。

### 第6、第7の哨戒 1944年12月 - 1945年8月
12月30日、バットフィッシュは6回目の哨戒で潜水艦アーチャーフィッシュ (USS Archer-fish, SS-311)、「ブラックフィッシュ (USS Blackfish, SS-221)」とウルフパックを構成しルソン海峡、南シナ海方面に向かった。
この頃、フィリピンの戦いで敗走を重ねていた日本軍は、ルソン島に残っていた陸海軍パイロットを日本国内に退却すべく、駆逐艦や輸送機での救出作戦を展開していた。しかし、1月15日の時点でまだ約1,000名のパイロットや整備兵などがルソン島北部のアパリ近辺に残留しており、制空権も奪取されて駆逐艦や輸送機による救出は困難となっていた。そこで次の手段として潜水艦による救出作戦が行われることとなり、第六艦隊司令長官の三輪茂義中将は、2月4日付で潜水艦による輸送作戦を命じた。第一弾として潜水艦「呂46」が救出に成功したが、この時点で作戦の手の内は何もかもがアメリカ海軍に探知されていた。
バットフィッシュらは続く潜水艦を撃沈すべく、ルソン島北部沿岸を哨戒した。2月11日19時15分、バットフィッシュはレーダーで目標を探知した。1時間後、潜水艦と思われる艦影を発見。しばらくすると潜航し、30分後に浮上した。バットフィッシュはレーダーを頼りに目標に接近し、22時10分に魚雷を4本発射。魚雷が命中した潜水艦は吹き飛び、瞬時に轟沈した。これが潜水艦呂112の最期であり、撃沈位置は北緯18度53分 東経121度50分 / 北緯18.883度 東経121.833度と記録されている。バットフィッシュは浮上した後、近くに不時着水した味方パイロットの捜索を行った。
その最中の2月12日1時55分、バットフィッシュのレーダーに再び目標が探知された。バットフィッシュは前回と同じくレーダー観測で目標に近づき、明け方近くの4時49分に、一度潜航した後再び浮上した潜水艦に向けて魚雷を4本発射。魚雷1本が命中した潜水艦は爆発。大きな黄色の火の玉と火炎が周囲を明るくし、潜水艦は轟沈した。これが呂113の最期で、撃沈位置は北緯19度10分 東経121度25分 / 北緯19.167度 東経121.417度と記録された。バットフィッシュは潜水艦撃沈を司令部に報告。ほどなくして太平洋艦隊司令長官チェスター・ニミッツ元帥から祝電が送られてきた。3月3日、バットフィッシュは61日間の行動を終えて真珠湾に帰投。オーバーホールのためにサンフランシスコのハンターズ・ポイント海軍造船所に回航された。オーバーホール中に艦長がワルター・L・スモール（アナポリス1938年組）に代わった。
6月26日、バットフィッシュは、7回目の哨戒で日本近海に向かった。この頃には日本の艦船は激減しており、残された艦船も多くは燃料不足や機雷封鎖によって港湾に封じ込められ、極わずかな艦船のみが外洋で行動していた。バットフィッシュはこの哨戒ではわずかに残された目標にも遭遇しなかったが、7月24日夕刻には屋久島の陸上施設に対し、5インチ砲による艦砲射撃を行った。バットフィッシュは洋上で8月15日の終戦を迎えた。8月26日、バットフィッシュは58日間の行動を終えて真珠湾に帰投した。
バットフィッシュは第6の哨戒で3隻の潜水艦を沈め、殊勲部隊章を受章した。そのほか第二次世界大戦の戦功で6個の従軍星章を受章した。その戦果は9隻の敵艦を沈め、合計トン数は10,658トンを記録した。

### 戦後
バットフィッシュは不活性化オーバーホールの後、1946年4月6日にメア・アイランド海軍造船所に回航されて同地で予備役となり、太平洋予備役艦隊で保管される。
1952年3月7日にバットフィッシュは再就役し、4月21日にフロリダ州キーウェストを拠点とする第122潜水艦分艦隊に、訓練任務のため配属される。1960年7月1日に AGSS-310 （補助潜水艦）に艦種変更された。
その後、バットフィッシュは1969年11月1日に退役し、大西洋予備役艦隊で保管され、1972年2月28日に除籍された後、オクラホマ州海事諮問委員会へ移管。アーカンザス川を曳航されマスコギーに運ばれた。同地でバットフィッシュは陸揚げののち固定され、オクラホマ州出身の潜水艦乗組員のための記念碑として一般に公開されている。